# جشمة ريزك موغربلهد (تشنار)
جشمة ريزك موغربلهد (بالفارسية: چشمه ریزک موگربلهدان) هي قرية تقع في إيران في قسم تشنار الريفي.